# 13112 Montmorency
13112 Montmorency este o planetă minoră (asteroid), cu un diametru de 5,124 km, din centura de asteroizi. A fost descoperită pe 18 august 1993 la observatoire de la Côte d'Azur⁠(d) de Eric Walter Elst și a fost numită după Philippe de Montmorency⁠(d). 
Obiectul prezintă o orbită caracterizată de o semiaxă mare de 2,8572062 UAi, o excentricitate de 0,02, o înclinație de 1,85018 ° în raport cu ecliptica.